# Ткачов Микола Федорович
Мико́ла Фе́дорович Ткачо́в (нар. 1 січня 1949 року, село Велика Знам'янка, Запорізька область, УРСР, СРСР) — радянський і російський воєначальник. Начальник штабу — 1-й заступник командувача військами Сибірського військового округу, генерал-полковник (2003).
Учасник першої і другої чеченської війни, у 2014 — російсько-української війни.

## Біографія
Микола Федорович Ткачов народився в селі Велика Знам'янка Кам'янсько-Дніпровського району Запорізької області УРСР, СРСР.
У 1966 році закінчив 11 класів середньої школи і добровільно вступив в Бакинське вище загальновійськове командне училище імені Верховної Ради Азербайджанської РСР, яке закінчив у 1970 році.

### На військовій службі
Військову службу в Збройних Силах СРСР і Російської Федерації проходив з 11.08.1966 по 10.10.2010 року в Групі Радянських військ у Німеччині, у Прикарпатському, Московському, Далекосхідному, Ленінградському і Північно-Кавказькому військових округах на командних і штабних посадах: 11.08.1966 — 27.07.1970. Рядовий, курсант, БВЗКУ, ЗакВО. Баку, Азербайджан).
Після закінчення училища служив командиром взводу, заступником командира, командиром роти у Групі радянських військ у Німеччині.
Начальник штабу — заступник командира батальйону, командир батальйону, заступник командира полку в Прикарпатському військовому окрузі.
У 1983 році закінчив військову академію ім. М. В. Фрунзе.
З 1983 року — командир полку, начальник штабу — заступник командира дивізії в Далекосхідному військовому окрузі.
У 1992 році закінчив Військову академію Генерального штабу Збройних сил Російської Федерації.

### На вищих посадах

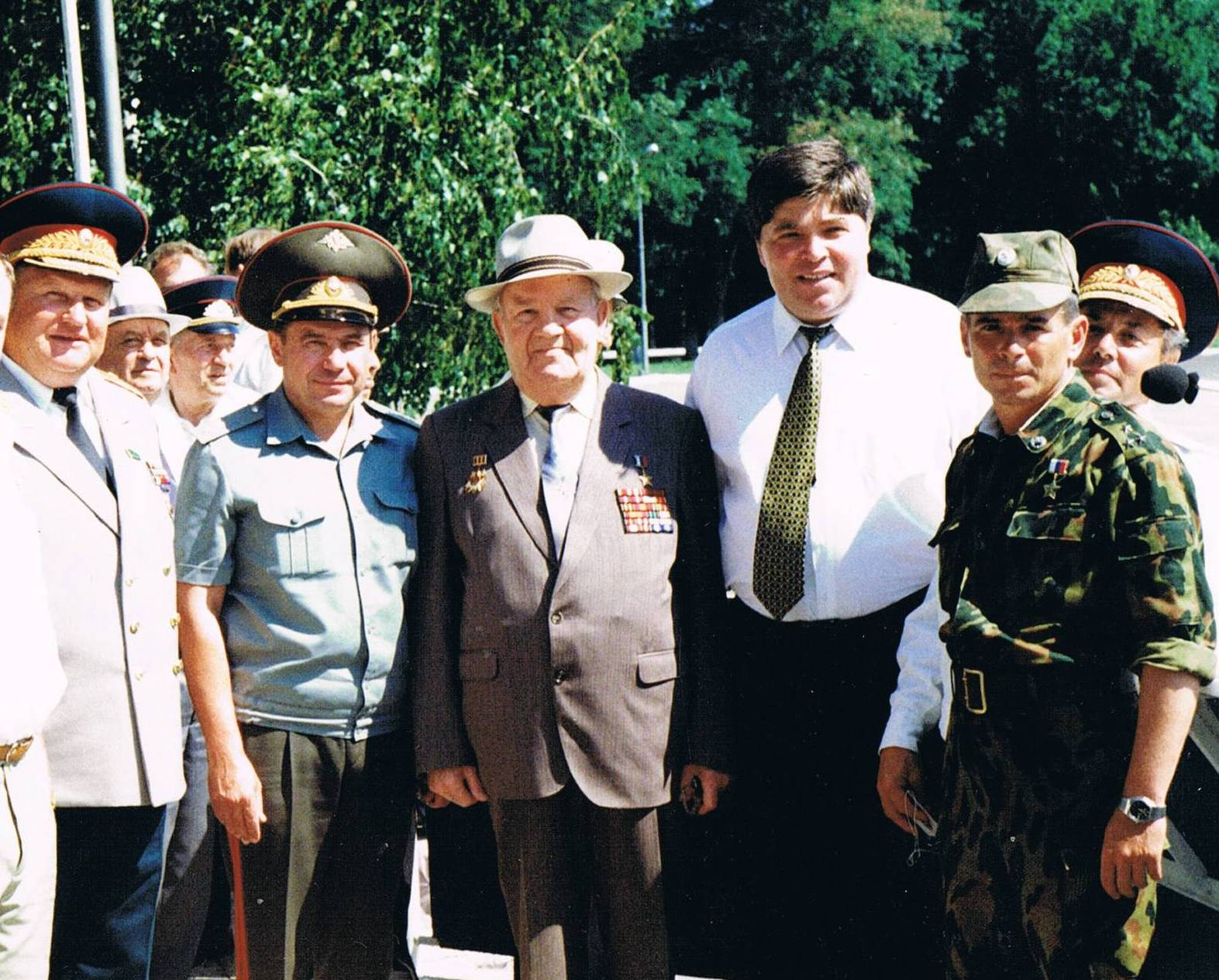
Випускники БВЗКУ генерали Дорофєєв А. А., Ткачов Н. Ф., викладач училища Дорофєєв А. В., прем'єр-міністр Республіки Адигея Тхаркахов М. Х. і полковник Козлов О. А. на 80-річчі Краснодарського Червонопрапорного з'єднання. Майкоп 1998 рік.

З 1992 року — командир дивізії в Ленінградському військовому окрузі.
1-й заступник командира і командир армійського корпусу в Північно-Кавказькому військовому окрузі
Брав участь у першій і другій чеченській війнах, нагороджений орденами Мужності.
2000—2001 роки — начальник штабу — 1-й заступник командувача військами Уральського військового округу.
З 4 вересня 2001 року — начальник штабу — 1-й заступник командувача військами новоствореного Приволзько-Уральського військового округу.
З 5 січня 2005 року — начальник штабу — 1-й заступник командувача військами Сибірського військового округу.

### У відставці
З 2010 року в запасі.
З лютого 2011 року по серпень 2012 року був головним військовим радником в Сирії. Після повернення призначений головним інспектором Центрального військового округу.

### Російсько-українська війна

#### Збиття Боїнга біля Донецька
За інформацією від міжнародної розслідувальної групи Bellingcat (проект цивільного журналіста Еліота Хіггінса) влітку 2014 року Ткачов перебував у контрольованому ЛНР місті Краснодоні, займаючись оперативним керівництвом загонів ополчення ЛНР, і причетний до катастрофи Боїнга під Донецьком 17 липня 2014. Під час перебування в зоні бойових дій мав позивний «Дельфін». Його телефонні розмови були перехоплені СБУ, у них він обговорював з особою на позивний «Оріон» питання транспортування військової техніки на трейлері до Росії. «Оріоном» виявився офіцер ГРУ Олег Іванніков, що користувався також псевдонімом Андрей Иванович.
В інтерв'ю російському виданню «Новая Газета» Ткачов повідомив, що не був в Краснодоні і не знає людей з позивними «Дельфін» та «Оріон».

#### Розслідування JIT
Міжнародна слідча комісія у 2016 році оприлюднила запит до можливих свідків, де опублікувала п'ять телефонних розмов, зокрема й за участі «Дельфіна».

#### Розслідування Bellingcat
Команда Bellingcat у 2017 році опублікувала розслідування щодо ідентифікації Миколи Ткачова.

## Родина
Дружина, дві дочки.
Сестра і брат живуть в Україні.